# Idioma yalarnnga
El idioma yalarnnga (also Jalarnnga, Jalanga, Yelina, Yellunga, Yellanga, Yalarrnnga, Yalanga or Yalluna) es una extinta aborigen de las lenguas pama-ñunganas familia lingüística, que puede estar relacionada con el idioma kalkatungu. Anteriormente lo hablaba el pueblo yalarnnga en áreas cercanas al Golfo de Carpentaria los pueblos de Dajarra y Cloncurry en el extremo noroeste de Queensland. El último hablante nativo murió en 1980. Es una lengua aglutinante de sufijos sin prefijos atestiguados.

## Clasificación
Yalarnnga a veces se agrupa con el Kalkatungu como la rama de lenguas kalkatúngicas (Galgadungic) de la familia de las Lenguas pama-ñunganas. O'Grady et al., sin embargo, clasifique a Kalkatungu como el único miembro del "grupo Kalkatungic" de la familia Pama-Nyungan, y Dixon (2002) considera las lenguas Kalkatúngicas como un ejemplo de sprachbund.

## Vocabulario
Algunas palabras del idioma Yalarnnga, tal como las deletrean y escriben los autores de Yalarnnga incluyen:
- Kuyungu mungatha: buenos días
- Karlu/karlo: padre
- Mernoo: madre
- Woothane: hombre blanco
- Kathirr: hierba
- Karni: hombro
- Katyimpa: dos
- Kunyu: agua
- Karrkuru: vientre amarillo (pez)
- Monero: perro domesticado